# Prima guerra di mafia
La prima guerra di mafia fu un conflitto interno a Cosa Nostra svoltosi nella prima metà degli anni '60.
Fu caratterizzata dall'utilizzo da parte dei mafiosi dell'autobomba, arma fino ad allora mai adoperata in Italia, che culminò nella tristemente celebre strage di Ciaculli, nella quale trovarono la morte sette appartenenti alle forze dell'ordine (4 carabinieri, 2 soldati e un poliziotto).

## Cause del conflitto

### La ricostruzione degli inquirenti

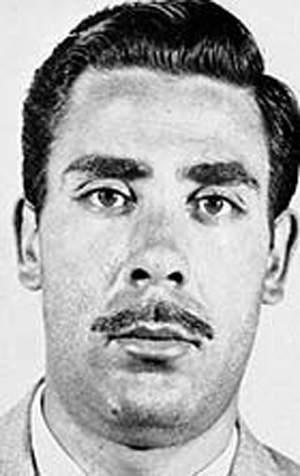
Tommaso Buscetta, indicato dai rapporti di polizia dell'epoca come un doppiogiochista tra le cosche rivali nella prima guerra di mafia.

Secondo il rapporto dei Carabinieri di Roma del 1968, basato in gran parte su fonti confidenziali ed utilizzato nell'ordinanza di rinvio a giudizio emessa dal giudice istruttore Cesare Terranova, nel 1962, al fine di contrastare l'azione dello Stato contro la mafia (espressa dalla promulgazione della legge che istituiva la Commissione parlamentare antimafia), si riunì un "comitato" (una sorta di "Commissione" ante litteram) composto da «alcuni malfattori», cioè Cesare Manzella, Salvatore "Cicchiteddu" Greco, Giuseppe Panno, Gaetano Badalamenti, Salvatore La Barbera e Luciano Liggio, che stabilirono di sospendere ogni attività delittuosa che avrebbe potuto confermare la pericolosità dell'organizzazione e tutte le "famiglie" mafiose della Sicilia occidentale si impegnarono a rispettare questa tregua.
La pace raggiunta venne subito rotta da una truffa a proposito di una partita di droga: agli inizi dello stesso anno, i fratelli Angelo e Salvatore La Barbera, Cesare Manzella, "Cicchiteddu" Greco, il suo cugino omonimo Salvatore Greco (detto «l'ingegnere») e Gioacchino Pennino avevano finanziato una spedizione di eroina, che venne affidata a Calcedonio Di Pisa, il quale la doveva consegnare negli Stati Uniti ad alcuni emissari della "famiglia" Profaci di New York attraverso un corriere imbarcato come cameriere sul transatlantico Saturnia; Di Pisa aveva però consegnato ai soci una somma inferiore a quella stabilita adducendo di essere stato truffato dai compratori. Nella riunione del "tribunale" mafioso composto da "Cicchiteddu" Greco, Cesare Manzella, Salvatore La Barbera, Rosario Mancino e Vincenzo D'Accardi che doveva decidere sul caso, si stabilì che Di Pisa non era colpevole di aver sottratto una parte dell'eroina, al fine di non rompere la fragile tregua raggiunta con fatica tra i principali mafiosi del tempo. Ma questa decisione non soddisfò i La Barbera, che non celarono il loro malcontento e reagirono uccidendo Di Pisa.
Il rapporto redatto dalla Squadra Mobile e dai Carabinieri di Palermo il 31 luglio 1963, anch'esso utilizzato nell'ordinanza del giudice Terranova, indicò Tommaso Buscetta come il principale sicario e sodale dei fratelli La Barbera (da cui si sarebbe subito distaccato per timore di essere ucciso) per poi passare con "Cicchiteddu" Greco ed, infine, con i boss Pietro Torretta e Michele Cavataio, sospettandolo di tutti gli omicidi commessi da quest'ultimo gruppo, compreso quello di Bernardo Diana e il duplice omicidio Garofalo-Conigliaro, ed anche per la strage di Ciaculli, in cui morirono sette uomini delle forze dell'ordine.

La cronaca di allora presentò la prima guerra di mafia come uno scontro tra due generazioni di mafiosi: i Greco di Ciaculli rappresentanti di una mafia arcaica di tipo agricolo e feudale contrapposti ai La Barbera esponenti di una nuova mafia cittadina dai metodi violenti e spregiudicati mutuati dai gangster italo-americani. Tale narrazione non fu condivisa dagli storici Salvatore Lupo e John Dickie (autori di importanti studi su Cosa nostra), che la considerarono semplicistica, e nemmeno dal giudice Terranova, che nella sua sentenza-ordinanza scrisse:

### La versione fornita da Buscetta e Calderone

Michele Cavataio, indicato da Buscetta e Calderone come il principale responsabile della guerra.

Nel 1984, Tommaso Buscetta, interrogato dal giudice Giovanni Falcone, diede un'altra versione delle cause del conflitto, che non avrebbe avuto niente a che vedere con la droga. Si sarebbe trattato invece di un complotto organizzato da una coalizione formata da alcuni anziani boss mafiosi della zona ovest di Palermo ostili all'istituzione della "Commissione provinciale" di Cosa nostra, voluta dallo stesso Buscetta e da Salvatore "Cicchiteddu" Greco su consiglio del boss italo-americano Joe Bonanno. La coalizione di dissidenti era capeggiata dai capi delle "famiglie" mafiose dei quartieri di Resuttana (Antonino Matranga), di San Lorenzo (Mariano Troia), di Partanna-Mondello (Vincenzo Nicoletti), dell'Uditore (Pietro Torretta) e dell'Acquasanta (Michele Cavataio), i quali fecero assassinare Calcedonio Di Pisa per far apparire l'omicidio come una ritorsione dei fratelli La Barbera perché un loro picciotto aveva violato le regole contraendo un matrimonio riparatore con la figlia di un uomo della cosca del Di Pisa.
Stessa spiegazione venne fornita al giudice Falcone da un altro collaboratore di giustizia, Antonino Calderone, che indicò Cavataio come principale ispiratore del complotto ai danni della "Commissione".
Buscetta negò di essere stato coinvolto nel conflitto come sicario prima dei La Barbera e poi di Cavataio e Torretta in quanto era molto amico di "Cicchiteddu" Greco, avversario di entrambi i gruppi, ed inoltre affermò di essere fuggito negli Stati Uniti prima della strage di Ciaculli, in cui gli inquirenti lo ritenevano coinvolto.
Gli storici Salvatore Lupo e John Dickie ritengono non credibile la versione fornita da Buscetta perché tenderebbe a mettere in secondo piano le sue responsabilità nel conflitto e a negare il ruolo centrale assunto all'epoca da Cosa nostra nel traffico di droga.

## Svolgimento
- 26 dicembre 1962: in un agguato scattato in Piazza Principe di Camporeale, all'uscita da un tabaccaio, viene ucciso Calcedonio Di Pisa, capo della "famiglia" della Noce. Gli inquirenti dell'epoca indicarono come mandanti i fratelli La Barbera e come esecutori materiali i loro gregari Vincenzo Sorce, Salvatore Gnoffo, Stefano Giaconia e, infine, Rosolino Gulizzi come autista del commando[6]. Secondo la versione di Buscetta, il delitto è opera di Michele Cavataio e del suo vice Giuseppe Sirchia per far ricadere la colpa sui La Barbera.[12]
- 8 gennaio 1963: altro agguato a colpi di pistola contro Raffaele Spina, amico e fiduciario di Di Pisa, che rimane ferito. Secondo gli inquirenti, il ferimento è ordinato dai La Barbera come ritorsione verso gli uomini di Di Pisa.
- 10 gennaio 1963: attentato dinamitardo contro la saracinesca di un deposito di acqua gassata di proprietà di Giusto Picone, esponente della "famiglia" della Noce imparentato con Raffaele Spina, che provocò danni anche agli edifici circostanti.
- 17 gennaio 1963: scomparsa di Salvatore La Barbera, probabilmente strangolato e il suo cadavere seppellito. Viene ritrovata soltanto la sua Alfa Romeo Giulietta incendiata in un cantiere nei pressi di Santo Stefano Quisquina (AG). Secondo Calderone, La Barbera è invitato da "Cicchiteddu" Greco in una riunione nella proprietà di Gigino Pizzuto a San Giovanni Gemini (AG) e lì è strangolato e fatto scomparire perché ritenuto responsabile dell'omicidio di Di Pisa e dei tentati omicidi di Spina e Picone[13].
- 12 febbraio 1963: una Fiat 1100 risultata rubata ed imbottita di esplosivo salta in aria nei pressi della casa di Salvatore "Cicchiteddu" Greco a Ciaculli, ferendo la sorella di Greco ma senza fare vittime. Secondo le indagini dell'epoca, l'autobomba è preparata da Rosolino Gulizzi su ordine di Angelo La Barbera in risposta alla scomparsa del fratello Salvatore[6].
- 7 marzo 1963: tre uomini armati irrompono nel mattatoio comunale di Isola delle Femmine (PA) e dispongono tutti i presenti spalle contro il muro sotto la minaccia di mitra e pistole ma vanno via subito perché si rendono conto che la persona che cercano non è presente. Secondo gli inquirenti dell'epoca, i tre individui mai identificati agirono agli ordini di "Cicchiteddu" Greco, Cesare Manzella e Calogero Passalacqua e la persona da loro ricercata è Antonino Porcelli, macellaio e gregario dei La Barbera che quella mattina avrebbe dovuto trovarsi nel mattatoio[6][1].
- 19 aprile 1963: alcuni uomini a bordo di un automobile in corsa fanno fuoco contro una pescheria in Via Empedocle Restivo, in cui si trovano Angelo La Barbera e i suoi gregari Stefano Giaconia e Vincenzo Sorce insieme ai proprietari; rimangono uccisi due uomini, tra cui il pescivendolo, e due feriti, uno dei quali era un semplice passante. Secondo le indagini, i mandanti dell'agguato sono "Cicchiteddu" Greco, Cesare Manzella e Calogero Passalacqua, capo-mafia di Carini (PA).
- 21 aprile 1963: viene ucciso Vincenzo D'Accardi, detto "u' muticeddu", mafioso del quartiere del Capo e ritenuto un gregario dei La Barbera. Secondo gli inquirenti dell'epoca, D'Accardi è eliminato su ordine di Angelo La Barbera perché voleva dissociarsi dalle azioni del suo gruppo[1][6].
- 24 aprile 1963: assassinato Rosolino Gulizzi, elettrauto e gregario dei La Barbera. Secondo le indagini, Gulizzi sarebbe stato ucciso sempre su ordine di La Barbera perché d'accordo con D'Accardi.
- 26 aprile 1963: a Cinisi (PA), l'esplosione di un'Alfa Romeo Giulietta rubata uccide Cesare Manzella, capo della locale "famiglia", e il suo fattore Filippo Vitale, che lo accompagnava. Secondo gli inquirenti dell'epoca, l'attentato è realizzato da Vincenzo Sorce e Salvatore Gnoffo su mandato di La Barbera[6].
- 24 maggio 1963: in Viale Regina Giovanna a Milano, agguato contro Angelo La Barbera, il quale, mentre stava entrando in auto, venne raggiunto da alcuni sicari e colpito con numerosi colpi di pistola; nonostante le ferite riportate, riesce a salvarsi ma, mentre era ricoverato in un ospedale milanese, venne arrestato perché ricercato da diversi mesi. La polizia sospettò che gli autori dell'agguato fossero Tommaso Buscetta, Gerlando Alberti ed altri mafiosi, i quali avrebbero tradito il loro capo per passare con "Cicchiteddu" Greco[15].
- 19 giugno 1963: duplice omicidio di Pietro Garofalo e Girolamo Conigliaro, gregari della cosca dei Greco. Invitati a casa di Pietro Torretta per un chiarimento, i due sono colpiti con numerosi colpi di arma da fuoco, uccidendo Garofalo sul colpo e ferendo Conigliaro, che prova a salvarsi gettandosi dal balcone dell'abitazione ma morirà durante il trasporto in ospedale mentre Torretta rimane ferito alle gambe a seguito della risposta al fuoco dei due[1]. Secondo la ricostruzione degli inquirenti, Garofalo e Conigliaro trovarono in casa, oltre Torretta, anche Buscetta, Cavataio e Francesco Di Martino, che gli spararono contro e poi si sarebbero dati alla fuga a seguito dell'intervento dei Carabinieri[10]. Sempre secondo questa ricostruzione, l'iniziativa è presa da Torretta e Buscetta, che cercano lo scontro con "Cicchiteddu" Greco perché non gli vuole cedere il posto che era stato dei La Barbera[1]. Secondo Antonino Calderone, Conigliaro, prima di morire, rivelò ai suoi compagni l'esistenza del complotto che sarebbe stato architettato in realtà da Torretta e Cavataio con alle spalle Antonino Matranga, Mariano Troia e Vincenzo Nicoletti[14].
- 22 giugno 1963: omicidio di Bernardo Diana, vicecapo della "famiglia" di Santa Maria di Gesù e fedelissimo di Stefano Bontate (e quindi del suo alleato “Cicchiteddu” Greco). Secondo notizie raccolte all'epoca dagli inquirenti, l'omicidio è compiuto da Buscetta insieme ai suoi amici Vincenzo Sorce e Pietro Badalamenti, su mandato di Torretta e Cavataio[1][10]. Secondo Buscetta, responsabili dell'omicidio sono in realtà Cavataio e il suo vice Giuseppe Sirchia[11].
- 27 giugno 1963: viene ucciso in un agguato Emanuele Leonforte, esponente di spicco della cosca di Ficarazzi legato a “Cicchiteddu” Greco. Secondo i verbali della polizia dell'epoca, gli assassini sono Buscetta e Arturo Vitrano, sempre su incarico di Torretta e Cavataio[16].

- 30 giugno 1963: nel giro di poche ore avvengono due spaventosi attentati con autobomba. Il primo durante la notte a Villabate, in cui un'Alfa Romeo Giulietta imbottita di esplosivo e abbandonata davanti all'autorimessa del boss mafioso Giovanni Di Peri (fedele alleato di “Cicchiteddu” Greco) esplode ed uccide il custode Pietro Cannizzaro e il fornaio Giuseppe Tesauro. Alle ore 16 dello stesso giorno, un'altra Giulietta imbottita di esplosivo, abbandonata in una trazzera in contrada Ciaculli, esplode ed uccide quattro uomini dell'Arma dei Carabinieri, due dell'Esercito Italiano, e un sottufficiale della Pubblica Sicurezza che erano arrivati sul posto per disinnescare la bomba; la polizia, basandosi soprattutto su fonti confidenziali e ricostruzioni indiziarie, attribuì le due autobombe a Pietro Torretta, Michele Cavataio, Tommaso Buscetta, Gerlando Alberti ed altri mafiosi del loro gruppo.[17][18] Buscetta e Calderone ritengono invece Cavataio come unico responsabile dei due attentati[14][11].

## Gli arresti, il processo e le condanne
Dopo la strage di Ciaculli, che scosse l'opinione pubblica nazionale, il governo, nella persona del ministro dell'Interno Mariano Rumor, decise di correre ai ripari: nei mesi successivi furono arrestate duemila persone sospette di legami con Cosa Nostra e la prima Commissione Parlamentare Antimafia iniziò i suoi lavori: la "Commissione" di Cosa Nostra venne sciolta perché molti capi finirono in carcere (come Michele Cavataio, Paolino Bontate, Pietro Torretta, Luciano Liggio, Salvatore Riina e tanti altri) oppure decisero di riparare all'estero (come Tommaso Buscetta, "Cicchiteddu" Greco e Antonio Salamone).
Le indagini furono condotte dal giudice istruttore Cesare Terranova, che, basandosi sui rapporti di polizia e sulle dichiarazioni di diversi testimoni, tra cui quelle della vedova Serafina Battaglia (che aveva avuto il marito e il figlio uccisi per una vendetta mafiosa), di Tancredi Ninive (cognato dello scomparso Salvatore La Barbera) e dell'imprenditore Giuseppe Ricciardi (vittima di estorsioni da parte dei fratelli La Barbera), rinviò a giudizio i protagonisti del conflitto mafioso con le sentenze-istruttorie Angelo La Barbera + 42 (22 giugno 1964) e Pietro Torretta + 120 (8 maggio 1965), poi riunite in un unico processo svoltosi per legittima suspicione a Catanzaro a partire dal 1965 presso la palestra dell'istituto statale Pascoli-Aldisio (noto come "processo dei 117"); nel dicembre 1968 venne pronunciata la sentenza ma solo alcuni mafiosi ebbero condanne pesanti: Pietro Torretta venne condannato a 27 anni di carcere per il duplice omicidio Garofalo-Conigliaro; Angelo La Barbera ebbe 22 anni e sei mesi; Salvatore Greco e Tommaso Buscetta (entrambi giudicati in contumacia) furono condannati a dieci anni di carcere ciascuno. Il resto degli imputati furono assolti per insufficienza di prove o condannati a pene brevi per il reato di associazione a delinquere e, siccome avevano aspettato il processo in stato di detenzione, furono rilasciati immediatamente. L’effetto, secondo quanto emerge dai successivi rapporti giudiziari firmati – tra gli altri – da Carlo Alberto dalla Chiesa e da Boris Giuliano, fu da un lato conferire “più rinnovato prestigio ed autorità a quanti ne erano usciti indenni” e dall’altro il devastante incremento di sfiducia dell’opinione pubblica”.

## Le conseguenze
A seguito delle assoluzioni in massa nel processo di Catanzaro, diversi boss mafiosi tornarono in libertà ed iniziarono ad avere sentore delle responsabilità di Cavataio e dei suoi alleati nell'uccisione di Calcedonio Di Pisa e negli altri omicidi avvenuti durante il conflitto, compresa la strage di Ciaculli; per queste ragioni scatenarono la vendetta contro i responsabili, che si rese necessaria per la ricostruzione dell'organizzazione mafiosa (tranne nei confronti del boss Mariano Troia, deceduto di morte naturale nel 1967):
- 10 dicembre 1969: strage di viale Lazio, la prima eclatante azione di sangue da parte di Cosa Nostra dai tempi della strage di Ciaculli che mise una brusca fine alla prima guerra di mafia. Obiettivo della strage è il boss Michele Cavataio, considerato il principale responsabile della guerra e della catastrofe che aveva portato allo scioglimento della "Commissione" e dei mandamenti a seguito degli arresti di massa che si susseguirono alla strage di Ciaculli. Nonostante per un po' di tempo Cavataio fosse riuscito ad ingannare le famiglie mafiose sulla sua responsabilità negli attentati dinamitardi, incolpando di questo il clan dei La Barbera che venne perciò sterminato nonostante la loro estraneità ai fatti, non appena la verità venne fuori, "Cicchiteddu" Greco e Buscetta, entrambi latitanti all'estero da diversi anni, diedero l'ordine di eliminarlo.[25] A ricevere la sentenza di morte non vi erano solo le famiglie della mafia "tradizionale", guidate da Stefano Bontate, Giuseppe Calderone e Giuseppe Di Cristina, ma anche la nascente fazione corleonese guidata da Luciano Leggio e Salvatore Riina. Il team di killers infatti era composto da Gaetano Grado ed Emanuele D'Agostino, della famiglia di Stefano Bontate, Damiano Caruso, della famiglia di Di Cristina, e Calogero Bagarella e Bernardo Provenzano, della famiglia di Leggio. Ad organizzare materialmente l'azione fu lo stesso Salvatore Riina, che però rimase fuori dall'edificio, in macchina. Nell'attentato morirono Michele Cavataio, boss dell'Acquasanta, Francesco Tumminello, boss della cosca del Giardino Inglese, il contabile Salvatore Bevilacqua e Giovanni Domè, a guardia dell'ufficio. Durante la colluttazione venne anche ucciso Calogero Bagarella, cosa della quale venne incolpato Damiano Caruso, che porterà a forti rancori da parte dei Corleonesi nei confronti di Di Cristina e i suoi alleati negli anni successivi. La strage di viale Lazio mise fine alla cosiddetta "pax mafiosa" che vi era stata in Sicilia dal 1963, e benché non la prima azione di ritorsione contro i seguaci di Michele Cavataio e di Pietro Torretta, già in atto dal 1968, fu sicuramente la più eclatante e sanguinosa, e venne ben presto seguita da altri attentati nei confronti di alleati di Cavataio, mentre l'attrito tra mafia tradizionale e Corleonesi, che fino a quel punto avevano agito compatti, divenne sempre più marcato.[12][13][14][5]
- 28 novembre 1970: tentato omicidio di Giuseppe Sirchia a Castelfranco Veneto. Una pattuglia dei carabinieri fermò un'auto con a bordo Gaetano Fidanzati, Salvatore Lo Presti, Giuseppe Galeazzo e Salvatore Rizzuto, saliti fino in Veneto con l'obiettivo di scovare e uccidere Sirchia, che era stato il vice di Cavataio e così come il suo capo anche per lui pendeva una sentenza di morte. Con i quattro vi era anche Giuseppe Bono, che riuscì a scappare per le campagne. L'arresto salvò Sirchia, che tuttavia non scamperà alla vendetta mafiosa perché verrà ucciso nel maggio 1978 insieme alla moglie.[12][5]
- 25 marzo 1971: omicidio di Francesco Di Martino, che era stato un gregario alle dipendenze di Pietro Torretta. Il delitto avvenne in via Piazza Armerina di Borgo Nuovo, a Palermo.[1]
- 30 aprile 1971: omicidio a Milano di Antonino Matranga, capo della Famiglia di Resuttana e stretto alleato di Michele Cavataio. Matranga partecipò con quest'ultimo nella prima guerra di Mafia contro le altre famiglie palermitane. Antonino Matranga e il suo alleato Mariano Troia di San Lorenzo si erano rifugiati a Milano a seguito della conclusione della prima guerra di Mafia, sia per sfuggire alla polizia sia per evitare la condanna di morte emessa contro di loro a seguito delle rivelazioni sui veri responsabili della guerra. Mariano Troia morì di cause naturali nel febbraio del 1967, poco dopo essersi costituito. Matranga invece rimase a Milano e continuò ad evitare ogni appuntamento, finché i mafiosi catanesi Salvatore Ferrera e Calogero Conti, su mandato della mafia palermitana, partirono per Milano sfruttando la grande amicizia che legava il Ferrera al cognato del Matranga, persuadendolo a convincere il Matranga ad abbassare la guardia. Così facendo, pochi giorni dopo il Matranga fu infine ucciso in via Boncompagni. Il posto di Matranga a capo della Famiglia di Resuttana viene preso da Francesco Madonia, fedelissimo di Totò Riina.[13][14]
- 16 settembre 1974: subito dopo il suo ritorno dal soggiorno obbligato, il boss di Pallavicino Vincenzo Nicoletti subisce un attentato[26]. Viene colpito da due killer a volto scoperto mentre si trova in una stalla insieme ad un suo associato, Giuseppe Messina. Nicoletti era un altro stretto alleato di Cavataio, Torretta e Matranga. Nicoletti sopravvisse all'attentato ma rimase parzialmente paralizzato. Ricoverato all'ospedale, fuggì temendo che i killer lo raggiungessero là. Secondo il pentito Gaspare Mutolo, gli venne dato un ultimatum di presentarsi al bar del paese per aver in cambio salva la vita dei suoi figli. Nicoletti, ancora gravemente ferito, si presenterà al bar, ma i killer decisero di risparmiarlo. Gli venne mandata una lettera in cui gli si intimò di non avere mai più rapporti con Cosa Nostra. A lui subentrerà Rosario Riccobono come capo mandamento, che verrà spostato da San Lorenzo-Pallavicino a Partanna-Mondello.[27][28]
- 7 dicembre 1974: omicidio di Antonino Taormina, cognato e socio di Michele Cavataio. Taormina fu arrestato insieme allo stesso Cavataio il 3 ottobre del '63, mentre si nascondevano in un appartamento in affitto, dotati di armi e ricetrasmittenti.[29] Taormina venne ucciso in mezzo al traffico in via Antonello da Messina.[26] Esecutore materiale dell'omicidio è Salvatore Contorno su mandato di Stefano Bontate.
- 28 ottobre 1975: viene ucciso nel carcere di Perugia Angelo La Barbera, che era stato il boss di Palermo Centro ed uno dei protagonisti del conflitto. Esecutori materiali del delitto furono Giuseppe Ferrera, Giuseppe Previtera e Giuseppe Rizzo, che bloccarono e accoltellarono La Barbera nella cella della prigione adibita ad infermeria.[30] La morte di La Barbera avvenne nello stesso mese di quella di Pietro Torretta, altro protagonista della guerra e rivale di La Barbera, morto di insufficienza renale il 3 ottobre precedente nel carcere dell'Asinara, dove stava scontando la sua pena.[26]